# Кирилл (Бойович)
Епи́скоп Кири́лл (серб. Епископ Кирило, в миру Ми́лан Бо́йович, серб. Милан Бојовић; 4 февраля 1969, Подгорица) — епископ Сербской православной церкви, епископ Буэнос-Айреский и Южно-Центральноамериканский

## Биография
Родился 4 февраля 1969 года в Подгорице у православных родителей Радула Бойовича и Зорки, урождённой Йованович. Был пятым ребёнком в семье. Восьмилетнюю и среднюю школу он закончил в Даниловграде в 1987 году.
В том же году ушёл служить в армию. Военную службу проходил в сербском (западном) Карловаце.
По возвращении из армии в 1988 году поступил на естественно-математический факультет университета Черногории в Подгорице. В 1993 году поступил в аспирантуру на естественно-математическом факультете в Белграде, в группе «Дифференциальная геометрия и топология». 17 июля 1996 года защитил магистерскую «Групе холономија и комплексне повезаности», написанную под руководством Неды Бокан.
С 1993 по 2000 год работал ассистентом на естественно-математическом факультете в Подгорице. В этот период жизни Милан Бойович также являлся членом церковного совета прихода в Подгорице.
В 1998—1999 годах обучался в аспирантуре в Московском государственном университете им. М. В. Ломоносова.
В конце 2000 года увольняется с работы на факультете в Подгорице и по благословению митрополита Черногорско-Приморского Амфилохия (Радовича) поступает послушником в Цетинский монастырь. По его словам, «стал монахом вследствие того, что там [в Косове] происходит с нашим народом: задумался о наших бедах, почувствовал, что должен что-то сделать».
11 июля 2004 года митрополитом Амфилохием пострижен в монашество с именем Кирилл в честь равноапостольного Кирилла, учителя Словенского. В том же году был рукоположен в сан иеродиакона.
В 2005 году поступил в Московскую духовную академию. Весной 2008 года, находясь в стенах Московской академии, говорил: «Мы в Сербии рождаемся с какой-то можно сказать естественной любовью к России. Я издавна мечтал приехать в Россию, и у меня это уже получилось в 1998—1999 гг., когда я учился в аспирантуре в МГУ и познакомился с этим светским учреждением. Но особенное, духовное, переживание и особенную пользу для себя, для души я получил здесь — в сердце православной России.».
21 мая 2006 года в Цетинском монастыре митрополитом Амфилохием был рукоположён в сан иеромонаха.
В июне-июле того же года сопровождал десницу святого Иоанна Предтечи, которую более 40 дней возили по городам России, Украины и Белоруссии.
В 2008 году окончил Московскую духовную академию. 2 июня 2008 года в Московской духовной академии защитил диссертацию «Митрополит Петр II Петрович Негош как христианский философ» на соискание ученой степени кандидата богословия, написанную под научным руководством профессора Н. К. Гаврюшина.
В том же году вернулся на родину, где стал нести послушание главного редактора журнала «Светигора» Черногорско-Приморской митрополии и координатора религиозного образования в духовных школах митрополии.
С 1 января 2009 года, согласно решению Архиерейского Синода от 16 декабря 2008 года, служил преподавателем Семинарии святого Петра Цетиньского в Цетине. В том же году был назначен профессором семинарии святого Петра Цетиньского, где преподавал Священное Писание Нового Завета.
3 января 2010 года в Цетинском монастыре митрополитом Амфилохием возведён в сан протосинкелла.
30 июня 2013 года в Соборном храме Воскресения Христова в Подгорице митрополитом Амфилохием возведен в сан архимандрита.
15 декабря 2014 года был назначен заместителем правящего архиерея в епархии Буэнос-Айреса, Южной и Центральной Америки Сербской Православной Церкви, которую возглавляет митрополит Черногорский и Приморский Амфилохий.
26 мая 2016 года решением Архиерейского собора был избран викарным епископом Черногорско-Приморской митрополии с титулом епископ Диоклийский.
31 июля того же года в кафедральном храме Воскресения Христова в Подгорице, Черногория, состоялась его епископская хиротония, которую совершили: Патриарх Сербский Ириней, митрополит Скопийский Иоанн (Вранишковский) и Черногорский Амфилохий (Радович), епископ Британско-Скандинавский Досифей (Мотика), епископ Далматинский Фотий (Сладоевич), епископ Будимлянско-Никшичкий Иоанникий (Мичович), епископ Захолмско-Герциговинский Григорий (Дурич), епископ Положско-Кумановский Иоаким (Йовческий), епископ Рашско-Призренский Феодосий (Шибалич), епископ Славонский Иоанн (Чулибрк), епископ Франкфуртский Сергий (Каранович) и епископ Егерский Иероним (Мочевич).
10 мая 2018 года решением Архиерейского собора назначен епископом Буэнос-Айресским и Южно-Центральноамериканским.
2 сентября 2018 года в храме Рождества Пресвятой Богородице в Буенос-Айресе состоялась его интронизация. Настолование возглавил митрополит Амфилохий (Радович), которому сослужили епископы других поместных православных церквей: митрополит Аргентинский и Южноамериканский Игнатий (Пологрудов), архиепископ Мексиканский Алексий (Пачеко-Вера), епископ Каракасский и Южноамериканский Иоанн (Берзинь), епископ Патарский Иосиф (Бош), епископ Диоклийский Мефодий (Остоич).